# Bie Norling

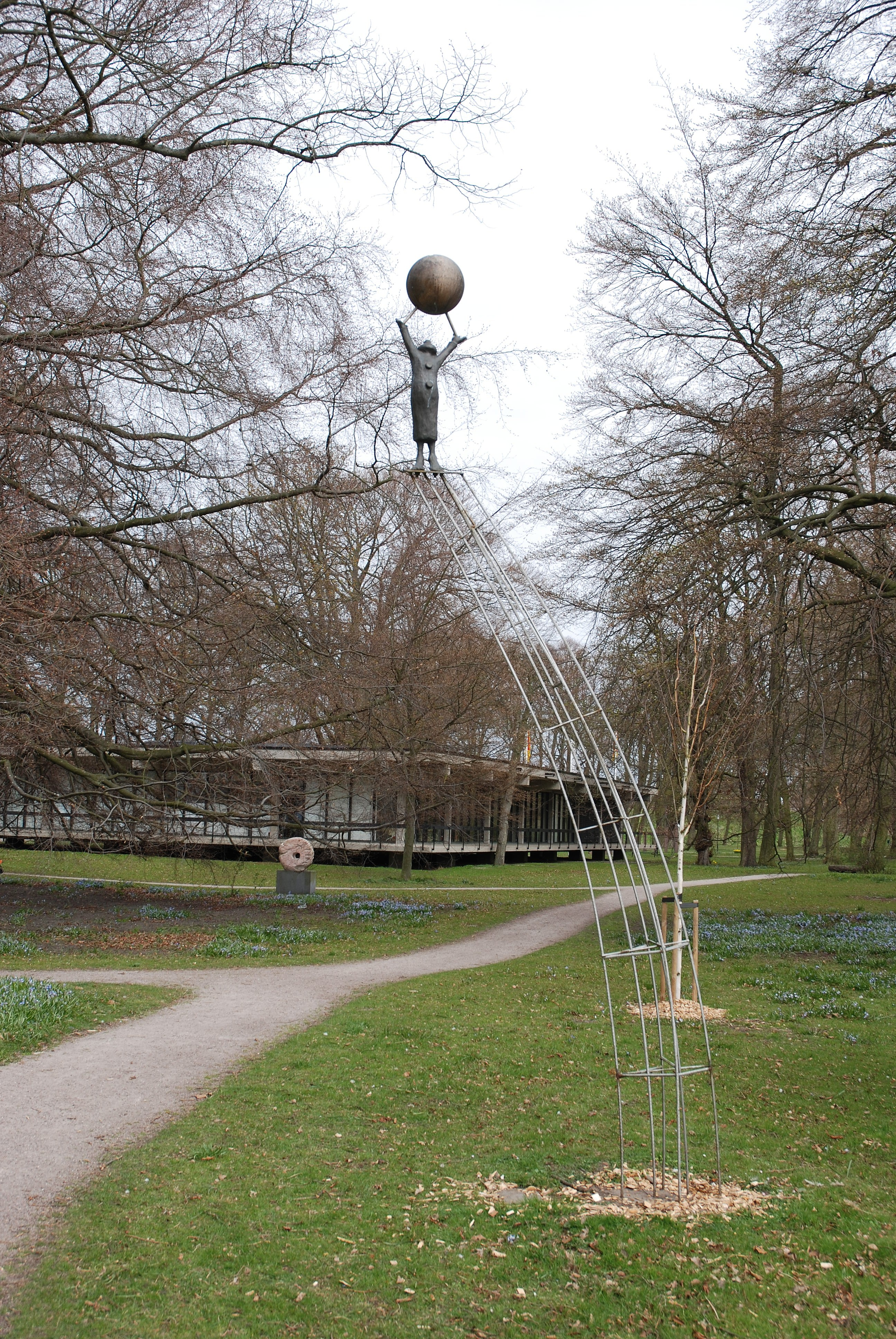
Tankens kraft, Kaptensgårdens Skulpturpark i Landskrona

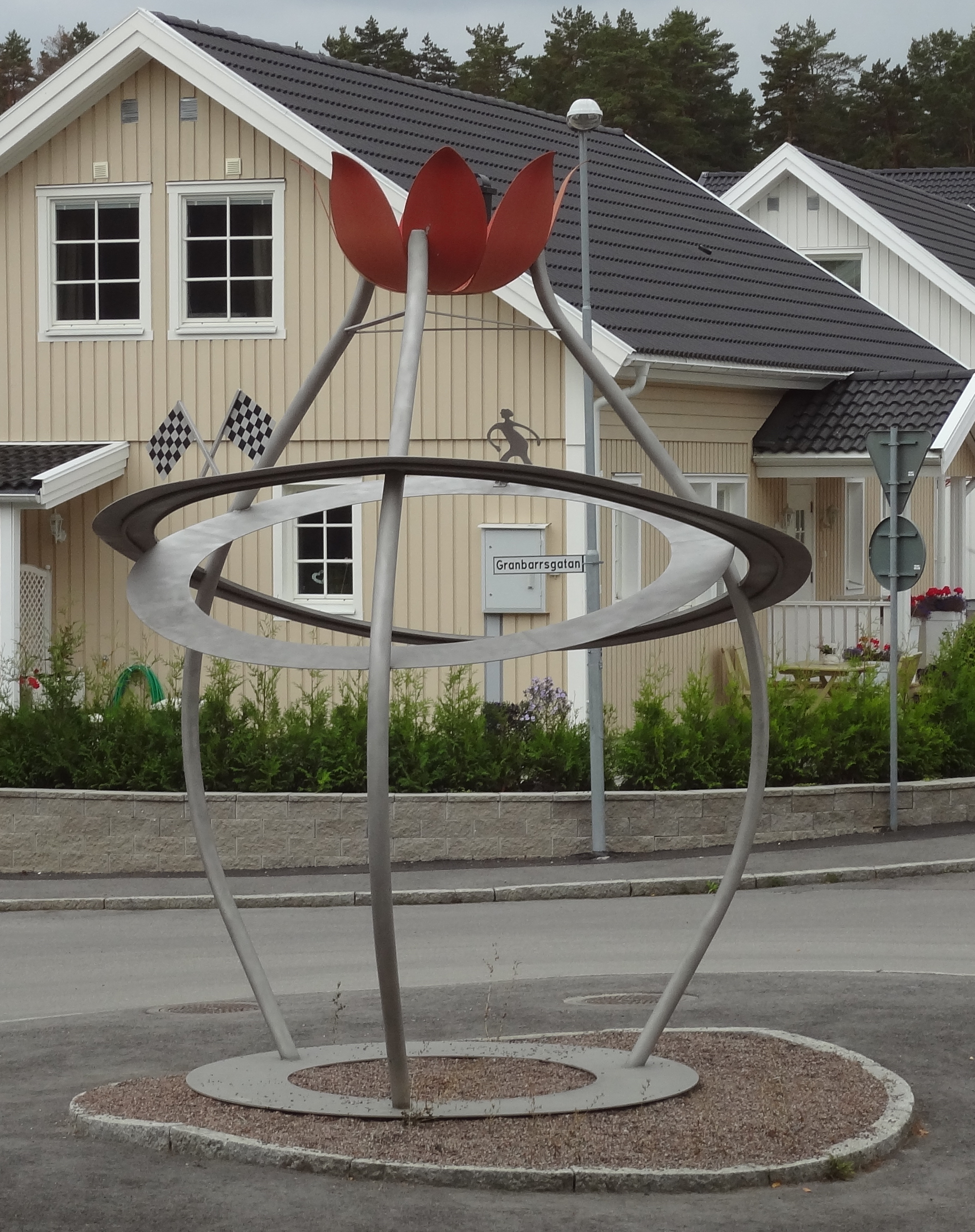
Speedway i Eskilstuna

Birgitta (Bie) Margareta Norling, född den 24 september 1937 i Karlstad, död den 30 juni 2022 i Stora Köpinge församling i Ystad, var en svensk skulptör och målare. 
Bie Norling utbildade sig i skulptur för Sixten Nilsson i Karlstad 1957–1958, för Arvid Knöppel 1961–1962 och på Värmlands Konstskola Kyrkerud 1977–1978. Hon är askgravsatt i Värmland.

## Offentliga verk i urval
- Lyssnaren, brons, Augustenborg i Malmö
- Flicka med paraply (2005), brons, Bokvägen 3 i Gemla
- Livet på en pinne (2006), brons, Korsörvägen 3 i Malmö
- Förtjusningen, Vellinge
- Clown, marmorit, Cirkusplatsen Pelle Nilsson i Nyköping
- Väktaren, brons, Vellinge Polishus
- Tankens kraft. brons och lackerat stål, Kaptensgårdens Skulpturpark vid Landskrona Konsthall
- Elefantparad, lekskulptur i betong, Kronoparken i Karlstad
- Björnar, två lekskulpturer i betog, Karlslundsparken i Landskrona samt i Klagshamn